# 河野羚
河野 羚（こうの りょう、生年不明 - 2024年10月23日）は、日本の女性アニメーション美術監督。

## 概要
東京都出身。ムクオスタジオに入社し、背景美術スタッフとして椋尾篁に師事。退社後はフリーとなり、河野羚の筆名で多数のマッドハウス作品に参加する。分けても湯浅政明が絶大な信頼を寄せているスタッフの一人であり、『ケモノヅメ』以降のほぼ全ての湯浅監督作品に美術監督・美術スタッフとして関わっていた。
好きな映画は『旅路の果て』（1939年、フランス）。
2024年10月23日、消化管出血と見られる病気のために死去。訃報は同月26日に甥が公式X（Twitter）に投稿して明らかになった。

## 美術監督・美術監督補佐作品
- 1990年『NINETEEN 19』 美術監督補佐
- 2001年『メトロポリス』 美術監督補佐
- 2004年『妄想代理人』 美術監督(3話、7話、9話、10話)
- 2004年『イノセンス』 美術監督補佐
- 2006年『ケモノヅメ』 美術監督
- 2008年『カイバ』 美術監督
- 2014年『スペース☆ダンディ』 美術監督
- 2015年『ローリング☆ガールズ』 美術監督(4話、6話、8話、9話、10話、12話)
- 2016年『モブサイコ100』 美術監督
- 2018年『DEVILMAN crybaby』 美術監督
- 2019年『モブサイコ100 II』 美術監督
- 2019年『キャロル&チューズデイ』 美術監督

## 背景・美術・その他参加作品
- 1987年『JUNK BOY』 背景
- 1987年『レリックアーマーLEGACIAM』 背景
- 1988年『麻雀飛翔伝 哭きの竜』 背景
- 1988年『機動警察パトレイバー』 背景
- 1989年『MIDNIGHT EYE ゴクウ』 背景
- 1989年『キキとララの青い鳥』 背景
- 1989年『ほしのゆうえんち』 背景
- 1989年『うる星やつら ヤギさんとチーズ』 背景
- 1989年『ジャングル大帝』 背景
- 1990年『電脳都市OEDO808』 背景
- 1990年『雲のように風のように』 背景
- 1990年『けろけろけろっぴの大冒険 ふしぎな豆の木』 背景
- 1990年『風の名はアムネジア』 背景
- 1992年『YAWARA! それゆけ腰ぬけキッズ!!』 背景
- 1992年『風の中の少女 金髪のジェニー』 背景
- 1993年『獣兵衛忍風帖』 背景
- 1993年『POPS』 背景
- 1994年『幽☆遊☆白書 冥界死闘篇 炎の絆』 背景
- 1994年『NINKU -忍空- ナイフの墓標』 背景
- 1995年『バイオ・ハンター』 背景
- 1995年『ユンカース・カム・ヒア』 背景
- 1996年『鉄腕バーディー』 背景
- 1996年『X -エックス-』 背景
- 1996年『レジェンド・オブ・クリスタニア』 背景
- 1997年『あずきちゃん』 背景
- 1997年『ヴァンパイアハンター The Animated Series』 背景
- 1997年『PERFECT BLUE』 背景
- 1998年『MASTERキートン』 背景
- 1998年『ウルトラニャン2 ハッピー大作戦』 背景
- 1999年『サンライズ英雄譚』 背景
- 2000年『バンパイアハンターD』 背景
- 2000年『カードキャプターさくら 封印されたカード』 背景
- 2001年『カウボーイビバップ 天国の扉』 背景
- 2004年『BECK』 美術、背景
- 2005年『劇場版 テニスの王子様 二人のサムライ The First Game』 背景
- 2005年『トランスフォーマー ギャラクシーフォース』 デジタル美術監修
- 2005年『Paradise Kiss』 デジタル美術
- 2005年『あらしのよるに』 背景
- 2008年『キャシャーン Sins』 美術
- 2009年『よなよなペンギン』 美術
- 2010年『四畳半神話大系』 美術コンセプトデザイン
- 2011年『とある飛空士への追憶』 背景
- 2011年『SHIN-MEN』 美術設定
- 2012年『グスコーブドリの伝記』 映像美術
- 2012年『坂道のアポロン』 背景
- 2012年『ねらわれた学園』 背景
- 2014年『THE LAST -NARUTO THE MOVIE-』 背景
- 2015年『劇場版 PSYCHO-PASS サイコパス』 背景
- 2015年『赤髪の白雪姫』 美術、美術デザイン協力
- 2015年『東京喰種トーキョーグール√A』 美術ボード協力
- 2017年『夜は短し歩けよ乙女』 スペシャルサンクス